# Hagen Stehr
Hagen Stehr (* 1941 in Salzgitter) ist ein deutsch-australischer Thunfischzüchter und Unternehmer.

## Leben und Wirken
Hagen Stehr verließ im Alter von 17 Jahren Salzgitter, ging auf die Schiffsjungenschule in Elsfleth, arbeitete auf einem Frachtsegler und kämpfte in der französischen Fremdenlegion im Algerienkrieg. Dort desertierte er, fuhr erneut zur See und kam 1960 nach Port Lincoln im australischen Bundesstaat South Australia. Dort wurde er sesshaft und baute ab 1961 die Fischereiflotte „Clean Seas“ auf, die heute zur „Stehr Group“ gehört.
Ab den 1990er Jahren verfolgte er die Idee, dem drohenden Aussterben des Roten Thunfischs durch Zucht zu begegnen. Mit Fischereiexperten und Wissenschaftlern der University of Adelaide konzipierte er in einem Pilotprojekt an Land eine Umgebung, in der die vom Thunfisch benötigten Werte von Wassertemperatur, Strömung und Salzgehalt simuliert werden. Damit war er der erste Mensch, der Thunfische in Gefangenschaft zum Laichen brachte.
Die Thunfischzucht in Gefangenschaft wurde 2009 vom Time Magazin als zweitwichtigste Erfindung der Welt (nach einer neuen NASA-Rakete) gewürdigt.
Hagen Stehr ist heute Chairman der „Stehr Group“, sein Sohn Marcus Stehr ist Managing Director.